# Antonio Casero y Barranco
Antonio Casero y Barranco (Madrid, 1874-Madrid, 1936) fue un poeta y dramaturgo español.

## Biografía
Nacido en 1874 en Madrid, cultivó la poesía y el teatro. Su obra es conocida por presentar temas populares desde un ámbito nostálgico. Falleció en su ciudad natal el 1 de marzo de 1936.

## Obras

### Poesía
- La gente del bronce (1896).
- Los castizos (1912).
- De Madrid al cielo (1918).
- De pantalones largos.

### Teatro
- La gente alegre (1897).
- Los botijistas (1897).
- La Boda (1902) con Enrique García Álvarez.
- Feucha (1903) con Alejandro Larrubiera.
- Y no es noche de dormir (1904) con Felipe Pérez Capo.
- El iluso Cañizares (1905) con Carlos Arniches y Enrique García Álvarez.
- La primera verbena (1903).
- Los holgazanes (1910) con Alejandro Larrubiera.
- Las cacatúas (1912).
- La noche de la verbena (1919).